# Fermín Machimbarrena
Fermín Machimbarrena y Echave (San Sebastián, 4 de julio de 1835-San Sebastián, 1 de junio de 1897), político y empresario español.
Durante la primera etapa de su vida política representó los principios del sector conservador pero, según pasaron los años defendió los ideales del grupo liberal.
Nació en San Sebastián, hijo mayor de Miguel de Machimbarrena y Nazábal, natural de Andoáin, procurador del juzgado de primera instancia de San Sebastián, y de Vicenta de Echave y Laquidain, nacida en San Sebastián. Su familia, establecida en Andoáin desde mediados del siglo XVII, era oriunda del lugar de Alcoz en el valle de Ulzama en Navarra, donde aún se conserva la casa de Machimbarrena.
Comenzó su carrera política como concejal del Ayuntamiento de San Sebastián y en 1865 fue nombrado teniente de alcalde. Formó parte como secretario de la Junta Revolucionaria constituida en San Sebastián en 1868, durante la Revolución Gloriosa que supuso la caída de Isabel II y su salida de España hacia el exilio en Francia. Diputado General de Gipúzcoa desde las Juntas de Fuenterrabía de 1869. Fue alcalde de la ciudad de San Sebastián entre 1869 y 1873. Presidente de la Sección de Comercio de la Junta de Agricultura, Industria y Comercio de la Provincia de Guipúzcoa. Tres veces diputado a Cortes por San Sebastián en la 33 Elección (20.4.1879), en la 35 Elección (27.4.1884) y en la 36 Elección (4.4.1886).
Después de este periodo se comprometió más como hombre de empresa por tradición familiar y así fundó la compañía Blasco y Machimbarrena en 1890 junto a su hermano Ramón y su yerno José Blasco y Goñi, disuelta en 1892 para fundar junto a sus hermanos José y Ramón la mercantil Machimbarrena Hermanos, precursora del Banco Guipuzcoano.
Sin dejar de lado cuantas iniciativas tuvieran por objeto la expansión y modernización de San Sebastián, su actividad fue incesante, y ya a los veintitrés años participó como inversionista en la epopeya técnico-económica del ferrocarril del Norte, para sufragar los gastos de la definitiva traza guipuzcoana. Más tarde socio fundador y presidente en 1890 de la Compañía Eléctrica de San Sebastián. Socio y presidente en 1897 de la Compañía del Tranvía de San Sebastián, falleció antes de ver el desarrollo de la concesión del Ferrocarril de Ulía del que fue, junto con la construcción del edificio del Casino de San Sebastián, uno de los promotores más activos. En 1897 poco antes de su muerte sería nombrado presidente de la Cámara de Comercio de Guipúzcoa.
- Datos: Q5859008